# Lubor Tokoš
Lubor Tokoš, né le 7 février 1923 à Šternberk et mort le 29 septembre 2003 à Zlín, est un acteur tchèque. 
Il tient un des rôles principaux du film Le Marteau des sorcières en 1970 sous la direction d'Otakar Vávra et le rôle principal dans Aventures fantastiques de Karel Zeman en 1958.

## Filmographie
- 1950 : The Great Opportunity de Karel Michael Wallo : Votýpka
- 1958 : Aventures fantastiques de Karel Zeman : Simon Hart
- 1970 : Le Marteau des sorcières de Otakar Vávra : Kašpar Sattler
- 1986 : Forbidden Dreams (en) de Karel Kachyňa : Nejezchleb
- 1987 : Princess Jasnenka and the Flying Shoemaker (en) de Zdeněk Troška : le roi